# Estuaire
La provincia di Estuaire è una delle 9 province del Gabon, il capoluogo è la città di Libreville. Prende il nome dall'ampio estuario del fiume Gabon.	
Situata nella parte nord-occidentale del paese confina a nord-ovest e nord con la Guinea Equatoriale, a est con la provincia di Woleu-Ntem, a sud-est con la provincia di Moyen-Ogooué, a sud-ovest con quella di Ogooué-Maritime, a ovest si affaccia sull'Oceano Atlantico.